# Jerzy Michalski (polityk)
Jerzy Michalski (ur. 1 marca 1954 w Gniewoszowie) – polski polityk, lekarz weterynarii, poseł na Sejm IV kadencji.

## Życiorys
Ukończył w 1982 studia na Wydziale Weterynaryjnym Akademii Rolniczej w Lublinie. Prowadził własną lecznicę w Biłgoraju.
W 1998 wstąpił do Samoobrony RP. Zasiadał w jej radzie krajowej. W wyborach parlamentarnych w 2001, otrzymawszy 15 421 głosów, został posłem IV kadencji wybranym z listy tej partii w okręgu chełmskim. Zasiadał w Komisji Zdrowia oraz w Komisji do Spraw Unii Europejskiej.
W listopadzie 2002 odszedł z tej partii, a w marcu 2003 wstąpił do Sojuszu Lewicy Demokratycznej. W 2005 zrezygnował ze startu z list SLD. W 2006 przystąpił do Samoobrony Ruch Społeczny.

## Życie prywatne
Jest żonaty, ma dwoje dzieci.